# أجليا
أغليَّا أو أجليا أو أجلايا (بالإنجليزية: Aglaea)‏، في الأساطير الإغريقية، هي صُغرى ربات الحسن الثلاث «الخاريتيس أو الخاريتات». أحيانًا يُنظر إليها على أنَّها زوجة هيفيستوس واسمها يعني «المرأة المشرقة الرائعة» أو «الإشراق».